# Iglesia de San Benedicto (Cracovia)
La iglesia de San Benedicto es un templo católico de estilo románico-gótico ubicado en la colina Lasota de Cracovia (Polonia). Es la iglesia más pequeña de la ciudad, construida en el sitio de un anterior templo en forma de rotonda de alrededor del año 1000. Se erige en la colina Lasota, en el borde de la cima rocosa de Krzemionki Podgórskie, al sur del castillo de Wawel en la orilla derecha del Vístula.
En el pasado, solo se abría dos veces al año: para una indulgencia en la fiesta de San Benedicto el 11 de julio y el primer martes después de Pascua durante la ceremonia Rękawka. Actualmente, se puede visitar todos los sábados festivos.

## Historia
Según investigaciones de radiocarbono, la construcción del templo original en este lugar se puede fechar a principios del siglo XI, lo que probablemente esté relacionado con la fundación de empalizadas realizadas por Mieszko II.
En las fuentes, su existencia aparece por primera vez en el Código Diplomático de la Catedral de Wawel de 1254, mencionando la montaña cerca de Cracovia con la iglesia de St. Benedicto. Jan Długosz en su obra Liber beneficiorum menciona la iglesia de piedra de St. Benedicto.
En 1589, el templo fue restaurado por el sacerdote Nikolai Drozdovsky. La iglesia estuvo desde ese momento bajo el patrocinio de Krzysztof de Komorow y Zbigniew de Brest-Lanckoronski, quien en 1589 la entregó a los monjes del Monasterio del Espíritu Santo. En 1605, el obispo de Cracovia, el cardenal Bernard Maciejewski, permitió la misa en la iglesia todos los viernes. Después de que la región de Podgórze estuviera fuera de los trazados fronterizos de la Ciudad Libre de Cracovia en 1772, los monjes del Monasterio del Espíritu Santo dejaron de servir a la Iglesia de San Benito. Durante los siguientes 15 años, el templo fue mantenido por el comerciante Jenzhey Haller, quien pagó la llegada del sacerdote de Cracovia. Después de la muerte de Jangej Haller en 1787, la condición del templo comenzó a deteriorarse gradualmente. En los años setenta del siglo XIX, las autoridades austriacas planearon destruir el templo, que había caído en mal estado, porque cerca de la iglesia se estaba construyendo una de las fortificaciones más importantes de la fortaleza de Cracovia llamada "Fort 31 Benedict". El rector de la iglesia, el sacerdote Komperde, logró obtener el permiso de las autoridades austriacas centrales en Viena para preservar la iglesia, lo que le permitió comenzar su restauración.
Luego, gracias a los esfuerzos del entonces párroco de Podgórze, sacerdote Komperda, la iglesia se sometió a una renovación completa.
Desde 2014, se han descubierto al menos 37 entierros fuera de la iglesia y 29 dentro de la iglesia durante la investigación arqueológica. Durante las obras de renovación, se creó una reserva arqueológica dentro de la iglesia. Se renovaron la fachada y el techo, y se creó una banda de piedra de hormigón que rodea la iglesia.
Hasta el día de hoy, está bajo el cuidado de los párrocos de la parroquia de Podgórze.

## Descripción del edificio

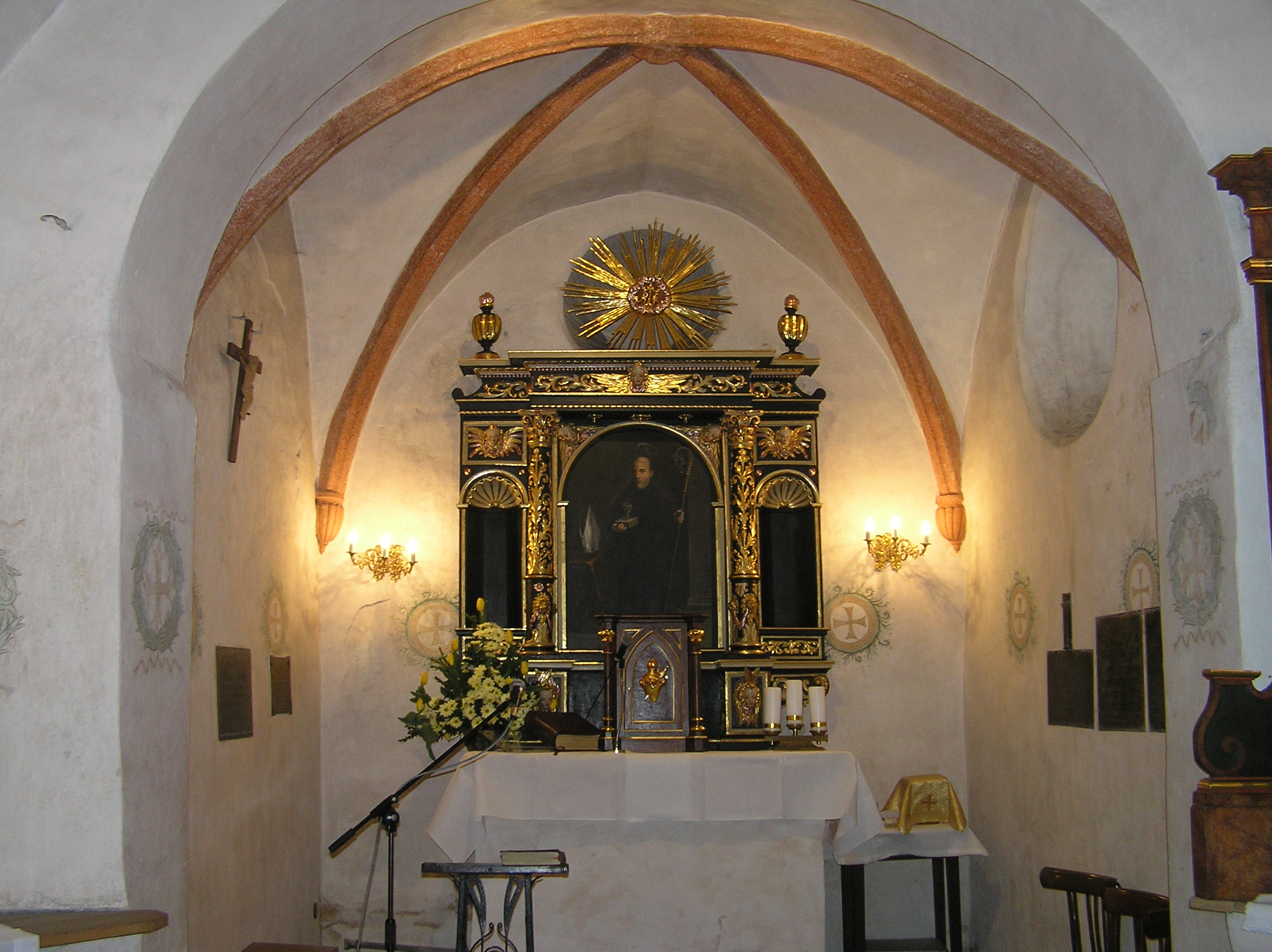
Altar mayor de la iglesia

La iglesia está orientada con una entrada desde el sur. En los siglos XV o XVI, la parte superior del edificio fue rematada en estilo gótico, y los antiguos muros originales se apoyaron con contrafuertes inclinados de ladrillo.
El techo de tejas, de forma gótica, está rematado en el centro con una torreta con una doble cruz en la parte superior, el escudo de armas y cruces en los dos extremos opuestos, abovedados del techo.
El interior consta de una pequeña nave cuadrada y un presbiterio más estrecho que este, ubicado en una planta horizontal, característica de las iglesias románicas de piedra más antiguas. Todo el interior se cierra con bóveda de crucería gótica, reforzada con prominentes nervaduras de piedra.

## Protección
El edificio es declarado como Propiedad Cultural desde el 8 de mayo de 1975, por el Instituto Nacional del Patrimonio, Polonia.